# Данерис Таргарієн
Данерис Таргарієн Штормонароджена (повний титул: …з дому Таргарієнів, перша свого імені, Неопалима, Королева Мієрину, Королева андалів, ройнар і перших людей, Кхалісі Дотракійського моря, Руйнівниця Кайданів і Мати драконів) — ключова героїня серії романів Джорджа Мартіна «Пісня льоду й полум'я», остання з родини Таргарієнів. Найпопулярніша серед персонажів серіалу-адаптації «Гра престолів», де втілена Емілією Кларк. Видання The New York Times назвало її одною з найкращих персонажів, створених Джорджем Мартіном.

## Загальні відомості
Представлена у 1996 році, Данерис одна з останніх із дому Таргарієнів, які за 15 років до початку подій першої книги правили Залізним Троном близько 300 років. Згодом вона з'явилась у «Битві Королів» (1998) і у «Бурі Мечів» (2000). Данерис була однією із небагатьох провідних персонажів, про яких не згадано у «Бенкеті Круків» (2005), але вона повернулась у наступному романі «Танок з драконами» (2011).
За сюжетом, Данерис — молода дівчина, що живе в Ессосі за вузьким морем. Не знаючи іншого життя, крім вигнання, вона залишається рабинею садистичного старшого брата Вісериса. Вісерис, аби здобути армію, повернутися з перемогою до Вестеросу та стати королем, продає лагідну та тендітну Данерис в шлюб дотракійському кхалу Дрого.

## Біографія

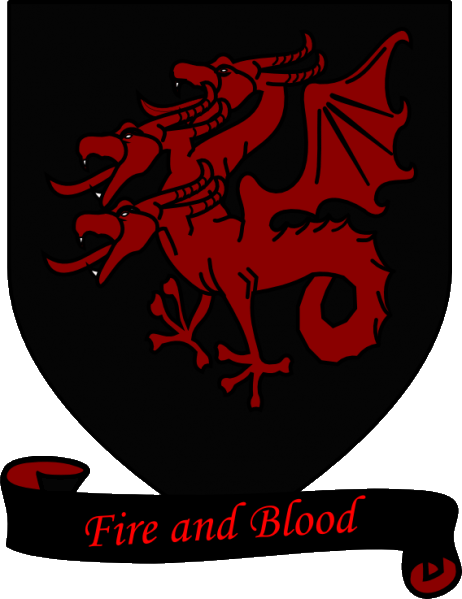
Герб «Дому Таргарієнів»

Данерис Таргарієн — одна з останніх живих Таргарієнів, донька короля Ейріса II Таргарієна (також відомого як божевільний Король) і його сестри-дружини королеви Раели. За тринадцять років до подій серіалу, після загибелі її батька і старшого брата Рейгара в Повстанні Роберта, Данерис народилася на острові-фортеці «Драконовий Камінь» в розпалі великої грози і шторму, через що і отримала прізвисько Штормонароджена. Королева Реєла померла під час пологів, і Данерис відвезли до Браавоса зі старшим братом Вісерисом. Вони провели наступні роки, блукаючи Вільними Містами.
Ім'я Данерис створено з корейської та вельської, у яких «Де» означає «Велич», а «Неріс», означає «Володар». Джордж Мартін так відповів аудиторії на питання про походження її імені на інтерв'ю Blinkbox Book.
У шлюбі з Дрого Данерис починає поставати як істинна Таргарієн і звільняється з-під контролю Вісериса. Попри згвалтування кхалом Дрого, важке кочове життя з майже постійним перебуванням у шатрі, вона адаптується до життя з кхаласаром і вчиться виступати як сильна, впевнена і хоробра правителька, а також відкриває свою невразливість до полум'я. Зрозумівши, що саме вона, а не Вісерис, є покликаною спадкоємицею Великого трону, вона дозволяє Дрого вбити Вісериса, який відверто тисне на кхала («він не був драконом»), стає спадкоємицею Таргарієнів і вирішує повернути Залізний трон сама як свій по народженню. Дрого обіцяє їй вперше повести кхаласар морем та посісти трон із мечів. Після втрати чоловіка й ненародженої дитини від рук згвалтованої чаклунки із завойованих кхаласаром земель вона проходить хрещення в погрібальному вогнищі Дрого. Вийшовши з вогню неушкоджена і з трьома драконами, яких нарікає їх своїми дітьми, вона стає кхалісі, першою з жінок ведучи кхаласар за собою. В усіх подальших завоюваннях Данерис бореться з рабством та наругою над жінками.
З допомогою зростаючих драконів здобуває тактичну перевагу в бою і престиж. Шляхом звільнення від рабовласницького строю прилеглих міст, покінчуючи з несправедливістю в них, Данерис формує сильну і віддану армію, з якою підкорює міста Юнкай, Астапор і Меєрин. Незважаючи на сильний, але моральний характер, вона безжально розправляється з ворогами, особливо з рабовласниками.

## Сприйняття та вплив
Добре прийнята критиками і фанами, Емілія Кларк отримала номінації на Прайм-тайм премію «Еммі» як найкраща акторка другого плану в драматичному серіалі за роль Данерис в серіалі «HBO» у 2013, 2015 та 2016 роках, а також як найкраща акторка в драматичному серіалі у 2019 році. З розвитком героїні і її вихід на центральну роль у серіалі Кларк удостоїлась безлічі інших номінацій і нагород.